# Mahmut Oltan Sungurlu
Mahmut Oltan Sungurlu (* 1936 in Gümüşhane, Anatolien) ist ein türkischer Politiker der Mutterlandspartei ANAP (Anavatan Partisi), der unter anderem vier Mal Justizminister sowie 1996 für einige Monate Verteidigungsminister war.

## Leben
Sungurlu absolvierte nach dem Besuch des Anatolischen Jungengymnasiums von Bursa (Bursa Anadolu Erkek Lisesi) ein Studium der Rechtswissenschaften an der Universität Istanbul. Er trat der Mutterlandspartei ANAP bei, für die er bei der Parlamentswahl am 6. November 1983 erstmals in die Große Nationalversammlung gewählt wurde. Er vertrat dort nach seinen Wiederwahlen am  29. Oktober 1987, 20. Oktober 1991 sowie 24. Dezember 1995 bis zum 18. April 1999 die Interessen von Gümüşhane.
Am 17. Oktober 1986 wurde Sungurlu von Ministerpräsident Turgut Özal als Nachfolger von Nejat Eldem erstmals zum Justizminister (Adalet Bakanı) berufen und bekleidete dieses Amt im ersten Kabinett Özal bis zum 16. September 1987, woraufhin Halil Ertem seine Nachfolge antrat. Das Amt des Justizministers bekleidete er erneut vom 21. Dezember 1987 bis zu seiner Ablösung durch Mehmet Topaç am 27. Juni 1989 im zweiten Kabinett Özal. Im Zuge einer Umbildung des zweiten Kabinetts Özal übernahm er von Topaç am 30. März 1989 abermals das Amt des Justizministers, das er bis zum Ende der Amtszeit Özals 9. November 1989 innehatte. Im Anschluss hatte er das Amt des Justizministers zwischen dem 9. November 1989 und dem 23. Juni 1991 auch im Kabinett von Ministerpräsident Yıldırım Akbulut inne. Im zweiten Kabinett von Ministerpräsident Mesut Yılmaz fungierte er vom 6. März bis 28. Juni 1996 als Verteidigungsminister (Milli Savunma Bakanı).
Zuletzt war Sungurlu zwischen dem 30. Juni 1997 und seiner Ablösung durch Hasan Denizkırdu am 4. August 1998 abermals Justizminister im dritten Kabinett von Ministerpräsident Mesut Yılmaz.